# Влашки етнографски музей (Бер)
Вижте пояснителната страница за други значения на Влашки етнографски музей.
Влашкият етнографски музей (на гръцки: Λαογραφικό Μουσείο Βλάχων) е музей в македонския град Бер (Верия), Гърция.

## Описание
Музеят се намира на улица „Евреес Мартирес“ № 1, в Бозоглувата къща, стара традиционна къща, близо до часовниковата кула. Целта му е да предаде традиционния ежедневен живот на южномакедонските власи. Сред експонатите са носии, фотографиии други. Съко така има и записи на народни песни и танци. Към музея работи научна секция и библиотека с богата литература, свързана с власите.